# 비욘드 (1981년 영화)
《비욘드》(이탈리아어: ...e tu vivrai nel terrore! - L'aldilà, 영어: The Beyond, 미국 최초 유통시 제목은 영어: Seven Doors of Death)는 1981년 공개된 이탈리아의 남부 고딕 초자연 공포 영화이다. 《시티 오브 더 리빙 데드》(1980)를 잇는, 루초 풀치의 죽음 3부작(Trilogia della morte) 두 번째 작품이다.

## 줄거리
지난 4,000년 동안 전해 내려온 예언들을 모은 책 "북 오브 에이본"(Eibon)에 따르면 7개의 지옥문이 7개의 저주받은 장소에 있으며 이 문이 열리면 악이 세상을 점령하고 종말이 찾아와 죽은 자들이 지상 위를 돌아다니게 된다.
1927년 뉴올리언스의 한 호텔에 자경단원들이 몰려와 이 호텔에 머물던 화가 슈와이크를 흑마법사라는 이유로 린치한 뒤 사지를 벽에 못박아버린다. 슈와이크는 사실 지옥과 통하는 일곱 개의 입구 중 하나를 지키는 중이었다.
60여 년이 흐르고 1981년 이 폐쇄된 호텔을 상속 받은 라이자는 재개장을 위해 수리를 시작한다. 그러나 공사장 인부들에게 의문의 죽음이 잇달아 일어나고, 이 호텔이 일곱 개의 지옥문 중 하나라는 걸 알게 된 라이자에게도 죽음의 악령이 다가오는데...

## 출연
- 커트리어나 매콜 - 라이자 메릴 역
- 데이비드 워벡 - 존 매케이브 의사 역
- 세라 켈러 - 에밀리 역
- 앙투안 센트존 - 슈와이크 역
- 베로니카 라저르 - 마사 역
- 앨 클라이버 - 해리스 의사 역
- 루초 풀치 - 사서 역 (크레디트 미기재)

## 기타 제작진
- 미술·의상: 마시모 렌티니
- 특수 효과: 자네토 데로시

## 시청 등급
- 대한민국: 청소년 관람불가